# Andrzej Kijowski (trener)
Andrzej Janusz Kijowski (ur. 21 października 1954 w Koszalinie) – polski trener strzelectwa sportowego, m.in. trener Renaty Mauer-Różańskiej. Prezes Polskiego Związku Strzelectwa Sportowego (od 2021).

## Życiorys
Ukończył I Liceum Ogólnokształcące im. Stanisława Dubois w Koszalinie (1974) oraz studia na Akademii Wychowania Fizycznego we Wrocławiu (1976–1979). Tytuł magistra uzyskał w 1981. W latach 1980–2010 pracował jako trener w Śląsku Wrocław, w latach 1986–2010 jako wykładowca we wrocławskiej AWF. Jako trener reprezentacji Polski wziął udział w igrzyskach olimpijskich w 1992, 1996, 2000, 2004, 2008, 2012, 2016 i 2021, a jego zawodniczki wywalczyły pięć medali olimpijskich (Małgorzata Książkiewicz brązowy w 1992, Renata Mauer-Różańska złote w 1996 i 2000 i brązowy w 2012, Sylwia Bogacka srebrny w 2012). W reprezentacji prowadził także mistrza świata z 2018 Tomasza Bartnika.
Był członkiem zarządu Polskiego Związku Strzelectwa Sportowego, przewodniczącym Komisji (później Zespołu) Metodyczno-Szkoleniowego PZPS, w 2021 został wybrany jego prezesem.
Zdobył tytuł najlepszego trenera roku 1996 i 2000 na Dolnym Śląsku w plebiscycie Słowa Polskiego. W 2000 został odznaczony Krzyżem Kawalerskim Orderu Odrodzenia Polski.